# العلاقات الكونغوية المجرية
العلاقات المجرية الكونغولية هي العلاقات الثنائية التي تجمع بين المجر وجمهورية الكونغو.

## مقارنة بين البلدين
هذه مقارنة عامة ومرجعية للدولتين:
| وجه المقارنة                                              | المجر                                                       | [[تصنيف:صفحات تستخدم رمز علم غير موجود\|]] جمهورية الكونغو |
| --------------------------------------------------------- | ----------------------------------------------------------- | ---------------------------------------------------------- |
| المساحة (كم2)                                             | 93.04 ألف                                                   | 342.00 ألف                                                 |
| عدد السكان (نسمة)                                         | 9.78 مليون                                                  | 5.26 مليون                                                 |
| الكثافة السكانية (ن./كم²)                                 | 105.12                                                      | 15.38                                                      |
| العاصمة                                                   | بودابست                                                     | برازافيل                                                   |
| اللغة الرسمية                                             | لغة مجرية                                                   | لغة فرنسية                                                 |
| العملة                                                    | فورنت مجري                                                  | فرنك وسط أفريقي                                            |
| الناتج المحلي الإجمالي (بليون دولار)                      | 139.14 مليار                                                | 8.72 مليار                                                 |
| الناتج المحلي الإجمالي (تعادل القوة الشرائية) بليون دولار | 260.42 مليار                                                | 29.48 مليار                                                |
| الناتج المحلي الإجمالي الاسمي للفرد دولار أمريكي          | 12.36 ألف                                                   | 1.85 ألف                                                   |
| الناتج المحلي الإجمالي للفرد دولار أمريكي                 | 25.07 ألف                                                   |                                                            |
| مؤشر التنمية البشرية                                      | 0.828                                                       | 0.591                                                      |
| رمز المكالمات الدولي                                      | +36                                                         | +242                                                       |
| رمز الإنترنت                                              | .hu                                                         | .cg                                                        |
| المنطقة الزمنية                                           | ت ع م+01:00، ت ع م+02:00، أوروبا/بودابست ‏، توقيت وسط أوروبا | ت ع م+01:00                                                |

## منظمات دولية مشتركة
يشترك البلدان في عضوية مجموعة من المنظمات الدولية، منها:
| علم المنظمة | اسم المنظمة                               | تاريخ انضمام المجر | تاريخ انضمام جمهورية الكونغو |
| ----------- | ----------------------------------------- | ------------------ | ---------------------------- |
|             | البنك الدولي للإنشاء والتعمير             | 7 يوليو 1982       | 10 يوليو 1963                |
|             | يونسكو                                    | 14 سبتمبر 1948     | 24 أكتوبر 1960               |
|             | منظمة التجارة العالمية                    | 1995               | ?                            |
|             | وكالة ضمان الاستثمار متعدد الأطراف        | 21 أبريل 1988      | 16 أكتوبر 1991               |
|             | منظمة الشرطة الجنائية الدولية             | ?                  | ?                            |
|             | مؤسسة التمويل الدولية                     | 29 أبريل 1985      | 1 أكتوبر 1980                |
|             | الأمم المتحدة                             | 14 ديسمبر 1955     | 20 سبتمبر 1960               |
|             | مؤسسة التنمية الدولية                     | 29 أبريل 1985      | 8 نوفمبر 1963                |
|             | الفريق المعني برصد الأرض                  | ?                  | ?                            |
|             | منظمة حظر الأسلحة الكيميائية              | ?                  | ?                            |
|             | المركز الدولي لتسوية المنازعات الاستشارية | 6 مارس 1987        | 14 أكتوبر 1966               |

## وصلات خارجية
- موقع وزارة الخارجية المجرية